# Jobbágyi
Jobbágyi – wieś i gmina w północnej części Węgier, w pobliżu miasta Pásztó. Gmina Jobbágyi liczy 2239 mieszkańców (styczeń 2011) i zajmuje obszar 17,83 km².
Miejscowość leży na obszarze Średniogórza Północnowęgierskiego i należy do powiatu Pásztó, wchodzącego w skład komitatu Nógrád.